# Protospinax
Protospinax is een geslacht van uitgestorven kraakbeenvissen die voorkomen in de Solnhofener kalksteen in Zuid-Beieren. Het is een moeilijk taxon om in taxonomieën onder te brengen. Voorheen bekend van slechts twee exemplaren, werden in de jaren 1990 nog meer museumexemplaren ontdekt in het Museum of Comparative Zoology van de Harvard University, nadat ze ten onrechte waren geïdentificeerd als Squatina en Heterodontus.
Protospinax was ongeveer honderdzeventig centimeter lang.